# Hoa triệu chuông
Hoa triệu chuông (danh pháp hai phần: Calibrachoa parviflora) là một loài thực vật có hoa trong họ Cà. Loài này có xuất xứ từ Nam Mỹ, Mexico và từ vùng tây nam Hoa Kỳ. Hoa triệu chuông được (Juss.) D'Arcy mô tả khoa học đầu tiên năm 1989.
Hoa triệu chuông thường được sử dụng để làm hoa cảnh trang trí phòng, nhà và vườn. Hoa triệu chuông có chiều dài từ 10–60 cm, có tuổi thọ vài năm. Loài hoa này được ưa chuộng bởi vẻ đẹp sặc sỡ, tươi sáng. Lá hoa triệu chuông có màu xanh đậm, lá cây nhỏ nhưng mọc rất dày. Hoa có tên là hoa triệu chuông vì bông hoa của nó khi nở có hình quả chuông. Loài hoa này nở quanh năm, mỗi lần nở đều rất lâu mới tàn.